# Kokaral-dam
De Kokaral-dam (Kazachs: Көкарал бөгеті, Russisch: Кокаральская плотины) is een in 2005 aangelegde dam die het Noordelijke Aralmeer scheidt van het Zuidelijke Aralmeer.
Deze twee meren worden ook wel de "Grote Zee" en de "Kleine Zee" genoemd. De dam is gelegen in het voormalige Aralmeer, in de Oblast Qızılorda. De voordelen van de aanleg van de dam waren dat het zoutgehalte in het Noordelijke Aralmeer werd verlaagd. Hierdoor keerde verschillende vissoorten zoals de snoekbaars, karper, ziege, brasem, winde, slatdicksteur, Alburnus chalcoides, Luciobarbus capito en Pungitius platygaster weer terug in het meer. Ook nam het volume tussen 2000 en 2011 flink toe. Nadelen hiervan waren dat het volume van het Zuidelijke Aralmeer echter juist afnam. Maar ongeveer twee keer per jaar worden de sluizen in de Kokaral-dam geopend. Hierdoor vloeit er water van het Noordelijke Aralmeer naar het Zuidelijke Aralmeer. Dit haalt echter niet erg veel uit. Deze sluizen worden namelijk alleen geopend als er te veel water in het noordelijke meer is.

## Etymologie
De Kazachse naam van de dam is Көкарал бөгеті, en in het Russisch is het Кокаральская плотины. De naam Kokaral is vernoemd naar het inmiddels door land ingesloten eiland Kokaral. Dit voormalige eiland bevond zich tevens iets ten oosten van de dam.